# 日本ミスコン協会

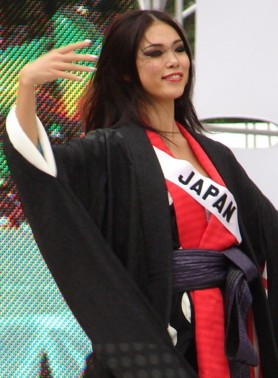

一般財団法人日本ミスコン協会 (にほんみすこんきょうかい、Japan Miss Contest Association, JMCA) はミスコンテスト支援組織。
ミスコンテスト支援組織。「日本のミスコンテストの普及、支援」「ミスコンテストを通した世界平和の推進、国際交流、日本文化の発信、地域活性」を目的とする。
『ベストオブミス』『ミスユニバーシティ』を運営。
2020年11月1日よりミスコン業界初の全国誌『ビューティーページェントジャパン』を発行。

## 日本ミスコン協会ランニング部
日本ミスコン協会ランニング部「JMCA RUN CREW」はミスユニバースジャパン2017沖縄代表の平良エレアを中心に、歴代ミスユニバースジャパンやミスグランドジャパンのファイナリスト、その他のコンテスタントが出場した大会・年代に関係なく集まれるランニングチームであり、主に都内で活動している。平良エレアの地元沖縄県ではビーチクリーン活動も行っている。都内周辺での主な活動は清掃活動を交えたフィットネス・「プロギング」の実践。